# ماريان ميرشيز
ماريان ميرشيز (بالإنجليزية: Marianne Merchez)‏ (من مواليد 25 أكتوبر 1960) وهي طبيبة بلجيكية من جامعة لوفان الكاثوليكية ورائدة سابقة في وكالة الفضاء الأوروبية. وحاصلة على شهادة في طب الفضاء الجوي والطب الصناعي، وهي أيضًا طيارة محترفة (تحمل رخصة طيران بلجيكية للنقل الجوي من مدرسة الطيران المدني، بوينغ 737).
لدى ميرشيز خبرة واسعة كمستشارة في العوامل البشرية. عملها الأساسي في العلاقات الإنسانية والتواصل وتدمج تدريبها في العلاج النظامي القصير والتنويم المغناطيسي في المواقف الشخصية والمهنية اليومية.
تشمل هوايات ميرشيز: الموسيقى الكلاسيكية والمشي وركوب الدراجات.
وهي متزوجة من رائد الفضاء الإيطالي السابق في وكالة الفضاء الأوروبية ماوريتسيو تشيلي.

## وصلات خارجية
- Official website
- Marianne Merchez on Encyclopedia Astronautica